# Gare de Kaisei
La gare de Kaisei (開成駅, Kaisei-eki) est une gare ferroviaire du bourg de Kaisei, dans la préfecture de Kanagawa au Japon. Elle est gérée par la compagnie Odakyū.

## Historique
La gare a été ouverte le 4 mars 1985.

## Service des voyageurs

### Accueil
La gare dispose d'un bâtiment voyageurs, avec guichets, ouvert tous les jours.

### Desserte
- Ligne Odawara :
  - voie 1 : direction Odawara et Hakone-Yumoto
  - voie 2 : direction Sagami-Ōno, Yoyogi-Uehara et Shinjuku

## Dans les environs
Une voiture d'un Romancecar NSE est exposée dans un parc près de la sortie est de la gare.